# Synidotea fosteri
Synidotea fosteri is een pissebed uit de familie Idoteidae. De wetenschappelijke naam van de soort is voor het eerst geldig gepubliceerd in 2004 door Marilyn Schotte & Heard.